# سی‌ان‌ان ترک
سی‌ان‌ان ترک یک شبکه خبری است که در بنیه سی‌ان‌ان اینترتینمنت 50%و هولدینگ دمیراؤرن 50% فعالیت می کند. مرکز این شبکه در شهر استانبول می باشد.
این تلویزیون با نام EKO Tv جز زیر مجموعه Doğan Holding  دوغان هولدینگ شروع به کار کرده بود و در اوایل فقط با ترجمه تعدادی از برنامه ها از سی‌ان‌ان انگلیسی ادامه داد  

## منبع
Https://en.m.wikipedia.org/wiki/cnnTurk1
2Https://www.cnnTurk.com
3Https://demiroen.com